# Arkadiusz Ptak
Arkadiusz Ptak (ur. 19 kwietnia 1976 r. w Ostrowie Wielkopolskim) – burmistrz Pleszewa, profesor w Instytucie Rozwoju Wsi i Rolnictwa PAN, politolog.

## Życiorys
Absolwent Instytutu Nauk Politycznych i Dziennikarstwa na Wydziale Nauk Społecznych UAM w Poznaniu. W 2005 roku doktoryzował się, zaś od 2017 roku jest doktorem habilitowanym nauk społecznych w zakresie nauk o polityce (Instytut Nauk Politycznych i Dziennikarstwa na Wydziale Nauk Społecznych Uniwersytetu im. Adama Mickiewicza w Poznaniu).
Od 2006 do 2018 r. był zastępcą burmistrza Pleszewa. Od 2018 roku jest burmistrzem Pleszewa.
Członek Komisji Ekspertów ds. Klimatu i Przestrzeni przy Rzeczniku Praw Obywatelskich.
Oprócz pracy zawodowej w Urzędzie Miasta i Gminy w Pleszewie pracownik naukowy – m.in. Wydziału Pedagogiczno-Artystycznego UAM. Obecnie związany naukowo z Instytutem Rozwoju Wsi i Rolnictwa Polskiej Akademii Nauk, gdzie zasiada również w Radzie Naukowej Instytutu. Członek Polskiego Towarzystwa Nauk Politycznych oraz Poznańskiego Towarzystwa Przyjaciół Nauk.